# Thomas Gachignard
Thomas Gachignard (Niort, 17 de agosto de 2000) es un ciclista profesional francés que compite con el equipo Team TotalEnergies.

## Trayectoria
En 2022 fue stagiaire en el Saint Michel-Auber93, con el que siguió compitiendo el año siguiente antes de unirse al Team TotalEnergies en 2024. En su primera temporada con este equipo, fue tercero en el campeonato nacional en ruta y acudió al Tour de Francia. Al año siguiente logró la primera victoria de su carrera en la jornada inaugural del Tour de Limousin.

## Palmarés
2024
- 3.º en el Campeonato de Francia en Ruta

2025
- 1 etapa del Tour de Limousin

## Resultados en Grandes Vueltas
| Carrera | Carrera         | 2023 | 2024 | 2025 |
| ------- | --------------- | ---- | ---- | ---- |
|         | Giro de Italia  | —    | —    | —    |
|         | Tour de Francia | —    | 92.º | 60.º |
|         | Vuelta a España | —    | —    | —    |

―: no participa
Ab.: abandono

## Equipos
- Swiss Racing Academy (stagiaire) (2021)[6]
- Saint Michel-Auber93 (stagiaire) (2022)[6]
- Saint Michel-Mavic-Auber93 (2023)
- Team TotalEnergies (2024-)